# Aššur-nadin-ahhe II.
Aššur-nadin-ahhe II. (Aschschur-nadin-achche, Assur-nadin-ahhe), der Sohn von Aššur-rim-nišešu, regierte als assyrischer König der mittelassyrischen Zeit nach der assyrischen Königsliste 15 Jahre. Sein Name wird auch in der synchronistischen Königsliste aufgeführt.
| Autor              | Regierungszeit    | Anmerkungen            |
| ------------------ | ----------------- | ---------------------- |
| Grayson 1969       | 1402–1393 v. Chr. | mittlere Chronologie   |
| Gasche et al. 1998 | 1393–1384 v. Chr. | Ultrakurze Chronologie |
| Freydank 1991      | 1390–1381 v. Chr. |                        |

Nach einem Brief von Aššur-uballiṭ I. an Napuḫrija, vermutlich Amenophis IV., der im Amarna-Archiv erhalten blieb (EA 16), hatte er bereits Kontakte mit dem ägyptischen Hof und erhielt, wie später auch der König von Ḫanigalbat, zwanzig Talente Gold als Geschenk.